# Amatenango del Valle
La città di Amatenango del Valle è a capo dell'omonimo comune di Amatenango del Valle, nello stato del Chiapas, Messico. Conta 4 491 abitanti secondo le stime del censimento del 2005 e le sue coordinate sono 16°41'N 92°26'W.

## Storia
Città di origine precolombiana (periodo classico), nacque quando la tribù dei tzeltales si stabilì nei pressi dell'originario comune i quali vi permanero sino all'arrivo nel 1486 degli Aztechi che la invasero sotto il comando di Tiltototl.

Nel 1528 viene conquistata dagli spagnoli.

Nei secoli a seguire cambia più volte l'appartenenza a vari dipartimenti e comuni.

Il 28 febbraio del 1930 viene riconosciuto come comune libero.

Dal 1983, in seguito alla divisione del Sistema de Planeación, è ubicata nella regione economica II: Altos.